# Eduardo Antônio dos Santos
Eduardo Antônio dos Santos, besser bekannt als Edu Manga, (* 2. Februar 1967 in Osasco) ist ein ehemaliger brasilianischer Fußballspieler.

## Karriere
Der 1,85 Meter große Mittelfeldspieler begann seine Karriere 1985 bei Palmeiras São Paulo, bei welchem er für vier Jahre unter Vertrag stand. Von diesen vier Spielzeiten gibt es keine genauen Statistiken, es ist lediglich bekannt, dass Edu Manga dort mindestens 51 Ligaspiele bestritt, in denen er acht Mal traf.
Nach den Jahren in Brasilien wechselte er zum mexikanischen Verein Club América, bei welchem er für drei Spielzeiten unter Vertrag stand. In der Saison 1989/90 bestritt er 32 Ligaspiele und erzielte 20 Tore. Im nächsten Jahr kam er in 26 Ligaspielen zum Einsatz und schoss 16 Tore. In seinem letzten Jahr beim Verein absolvierte er 31 Ligaspiele und traf viermal ins Tor. Seine nächste Station war der Verein Corinthians São Paulo. 1993 wechselte Edu Manga nach Asien zum japanischen Verein Shimizu S-Pulse, wo er 32 Ligaspiele absolvierte und 13 Treffer erzielen konnte. Außerdem bestritt er zwei Spiele im Rahmen des Kaiserpokals (2 Tore), sowie fünf Spiele im J. League Cup (3 Tore). In der Saison 1994/95 kehrte er für sechs Ligaspiele zum Verein Club América zurück, bei welchem er einmal ins Tor traf.
Seine nächsten Stationen waren der Verein CS Emelec au Ecuador sowie die brasilianischen Vereine Guarani FC und Paraná Clube. In der Saison 1996/97 unterschrieb er einen Vertrag beim spanischen Verein Real Valladolid, bei welchen er in der Saison 37 torlose Ligaspiele bestritt. 13 torlose Ligaspielen folgten in der darauffolgenden Spielzeit. 1998 sowie 1999 spielte Edu Manga für den chilenischen Verein CD Universidad Católica. Die Saison 1999/00 war er nochmals in Spanien für den CD Logroñés tätig, wo er für neun Ligaspiele ohne Torerfolg absolvierte.
2001 unterschrieb er einen Vertrag beim Sport Recife, nachdem er im Jahr zuvor für den Rio Branco EC auflief. Dort wurde er 17-mal eingesetzt und schoss dabei fünf Tore. 2002 beendete Edu Manga seine aktive Karriere, in diesem Jahr spielte er nochmal für den Clube do Remo, Náutico Capibaribe und den Figueirense FC (4 Spiele/kein Tor).
Außerdem bestritt er von 1987 bis 1989 zehn torlose Spiele für die brasilianische Fußballnationalmannschaft. So war Edu Manga Teil des Kaders bei der Copa América 1987.

## Erfolge
Club América
- CONCACAF Champions Cup: 1990
- Copa Interamericana: 1991

Náutico
- Staatsmeisterschaft von Pernambuco: 2002